# Parker, Arizona
Parker je gradić u američkoj saveznoj državi Arizona. Prema popisu stanovništva iz 2010. u njemu je živjelo 3,083 stanovnika.